# Sturmflutenwelt „Blanker Hans“

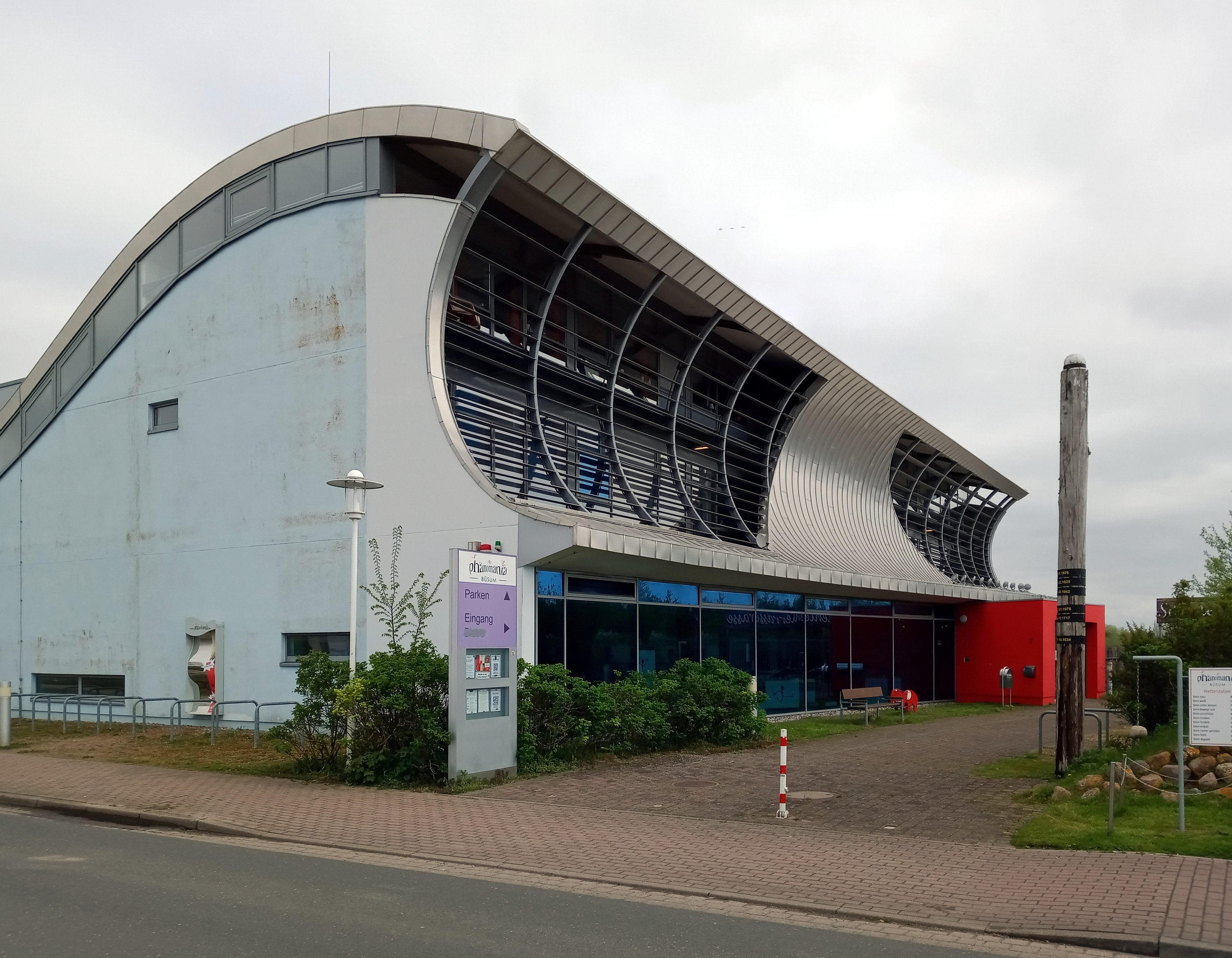
Zustand im Mai 2021

Die Sturmflutenwelt „Blanker Hans“ war eine feste museale, erlebnisorientierte Ausstellung, die sich in Büsum an der Nordsee mit Sturmfluten beschäftigte. Sie wurde im Jahr 2006 eröffnet.
Die Ausstellung befand sich im Büsumer Hafengebiet in einem wellenförmigen Gebäude und versuchte, die Erfahrungen einer Sturmflut mit allen Sinnen zu vermitteln.
Das Programm bestand aus einer Tour mit der sogenannten „Rettungskapsel“ von der im Gebäude gelegenen Gaststätte „Zum Deichgrafen“, die einer Kneipe bei der Sturmflut 1962 nachgebildet ist, über lehrreiche sogenannten „Event-Stationen“ bis hin zu einer musealen Ausstellung. Themenbereiche der Ausstellung waren Gezeiten, Wetter, Klima, Deichbau, Küstenschutz, Katastrophenschutz und die historischen Sturmfluten an der Nordseeküste.
Zu Saisonbeginn 2011 wurde eine große Sonderausstellung „Piraten – Segeln unter schwarzer Flagge“ eröffnet. In dieser interaktiven Ausstellung wurde das Alltagsleben der Piraten im frühen 18. Jahrhundert ebenso dargestellt wie die aktuelle Bedrohung durch „moderne“ Piraterie.
Am 30. Juni 2015 beschloss die Büsumer Gemeindevertretung, dass die Ausstellung zum 31. Dezember 2015 geschlossen wird. Seit der Eröffnung im Jahr 2006 waren die geplanten Besucherzahlen von 200.000 pro Jahr im Durchschnitt nur zu etwa einem Drittel erreicht und Verluste von insgesamt rund 6,5 Millionen Euro angehäuft worden. Letzter Ausstellungstag war der 1. November 2015. Im Juni 2017 wurde im Gebäude ein Science Center eröffnet.